# Sebastian Haffner

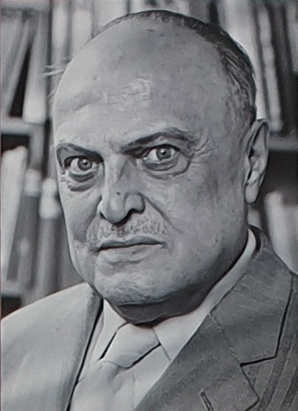

Sebastian Haffner, pseudonimo di Raimund Pretzel, (Berlino, 27 dicembre 1907 – Berlino, 2 gennaio 1999) è stato uno scrittore, giornalista e storico tedesco.

## Biografia
Pretzel nel 1938 emigrò a Londra dalla Germania nazista con la fidanzata ebrea per lavorare come scrittore e giornalista. Adottò lo pseudonimo di Sebastian Haffner per evitare alla famiglia, rimasta in Germania, eventuali ritorsioni a causa dei propri scritti. Prese il nome dal titolo di una sinfonia di Mozart ed in seguito usò la sigla della stessa composizione nel catalogo Köchel (KV 385) come targa della propria automobile.
Sotto la protezione del proprio mentore David Astor, Haffner scrisse per il giornale domenicale londinese The Observer di cui in seguito divenne caporedattore. A causa, però delle divergenze con Astor (che era diventato l'editore) e con la proprietà del giornale, sulla separazione della Germania, divenne nel 1954 inviato da Berlino, posizione che occupò fino alla costruzione del muro.
Haffner scrisse poi per il giornale Die Welt fino al 1962 ed in seguito fino al 1975 per la rivista Stern. Fu di frequente ospite nella trasmissione televisiva Internationaler Frühschoppen e condusse anche un proprio programma sul canale tedesco Sender Freies Berlin.
Haffner è considerato uno dei più prolifici divulgatori di storia della Germania nel XIX e XX secolo. Scrisse la maggior parte delle sue opere in lingua tedesca. Il suo manoscritto Defying Hitler, scoperto postumo da suo figlio, è una memoria significativa dell'ascesa al potere del nazismo così come fu vissuta da Haffner durante gli anni che precedettero il suo esilio.

## Opere
- 1940 Germany: Jekyll & Hyde
- 1964 Die sieben Todsünden des deutschen Reiches im Ersten Weltkrieg
- 1967 Winston Churchill
- 1968 Der Verrat
- 1978 The Meaning of Hitler
- 1979 Preußen ohne Legende
- 1980 Überlegungen eines Wechselwählers
- 1985 Im Schatten der Geschichte: Historisch-politische Variationen
- 1987 Von Bismarck zu Hitler: Ein Rückblick
- 1989 The Ailing Empire, English translation of Von Bismarck zu Hitler
- 1989 Der Teufelspakt: Die deutsch-russischen Beziehungen vom Ersten zum Zweiten Weltkrieg
- 1995 Der Verrat: Deutschland 1918/19
- 1997 Zwischen den Kriegen. Essays zur Zeitgeschichte
- 2000 Defying Hitler: A Memoir
- 2000 Geschichte eines Deutschen: Die Erinnerungen 1914–1933. [ traduzione italiana: Storia di un tedesco. Un ragazzo contro Hitler. Dalla repubblica di Weimar all'avvento del Terzo Reich. Garzanti, 2003]
- 2000 Der Neue Krieg
- 2002 Die Deutsche Frage 1950–1961: Von der Wiederbewaffnung bis zum Mauerbau